# دابرالیت (شرکت هواپیمایی باری)
دابرالیت (شرکت هواپیمایی باری) (به انگلیسی: Dobrolet (cargo airline)) یک شرکت هواپیمایی با کد یاتا G2 است که در تاریخ ۱۹۹۲ میلادی تأسیس شده است.
دفتر مرکزی دابرالیت (شرکت هواپیمایی باری) در مسکو، روسیه واقع شده‌است.